# WASP-121b
WASP-121b是一顆環繞恆星WASP-121的太陽系外行星，亦是首顆發現平流層（大氣層中溫度隨高度上升的氣層）以及大氣當中含有水份的系外行星。WASP-121b在天球上位於船尾座，距離地球約880光年。

## 概要

電腦模擬WASP-121b觀測圖像（2018年8月）

WASP-121b是質量為木星1.18倍的熱木星，半徑則為木星的1.81倍，它環繞母恆星WASP-121的軌道週期為1.27日。WASP-121b的大氣層至少由三層組成，上層由氫組成，中層含鈉，下層含鐵，並存在鉻、釩、鈣、鋇和鈦等離子。

## 外部連結
- SuperWASP Wide Angle Search for Planets: The Planets（页面存档备份，存于）, SuperWASP.